# Triplectides aequalichelatus
Triplectides aequalichelatus là một loài Trichoptera thuộc họ Leptoceridae. Chúng phân bố ở miền Australasia.